# Паккар, Мишель
Мишель Паккар (фр. Michel Paccard; 1 ноября 1908, Шамони-Мон-Блан — 4 июля 1987, Ла-Тронш) — французский хоккеист, вратарь. Участник зимних Олимпийских игр 1936 года.

## Биография
Мишель Паккар родился 1 ноября 1908 года во французском городе Шамони.
В 1933—1947 годах играл в хоккей с шайбой на позиции вратаря за «Шамони». В его составе четыре раза становился чемпионом Франции (1939, 1942, 1944, 1946).
В составе сборной Франции трижды участвовал в чемпионатах мира. В 1934 году в Милане, где французы заняли 11-е место, провёл 5 матчей. В 1935 году в Давосе, где сборная Франции поделила 6-7-е места, сыграл в 1 поединке. В 1937 году в Лондоне, где французы заняли 7-е место, остался в запасе.
В 1936 году вошёл в состав сборной Франции по хоккею с шайбой на зимних Олимпийских играх в Гармиш-Партенкирхене, поделившей 7-9-е места. Играл на позиции вратаря, провёл 2 матча, пропустил 5 шайб (три от сборной Венгрии, две — от Чехословакии).
В течение карьеры провёл за сборную Франции 15 матчей.
Умер 4 июля 1987 года во французском городе Ла-Тронш.